# Lichtsammelvermögen
Mit dem Lichtsammelvermögen wird die Menge des Lichts angegeben, die in ein optisches Instrument im Verhältnis zur Pupille des Auges einfällt.
Bei einer einfachen Vergrößerung entspricht das Lichtsammelvermögen (L) dem Verhältnis der Fläche der Öffnung des optischen Instruments (FI) zur Fläche der Pupille des Auges (FA).
{\displaystyle L={\frac {F_{\mathrm {I} }}{F_{\mathrm {A} }}}}
Die vergrößernde Wirkung eines optischen Instruments (V) verringert das Lichtsammelvermögen um den Faktor der Vergrößerung.
{\displaystyle L={\frac {F_{\mathrm {I} }}{F_{\mathrm {A} }\cdot V}}}
Befinden sich Objekte im Strahlengang des optischen Instrumentes, so muss deren Fläche von der Öffnungsfläche abgezogen werden. Des Weiteren hat die Qualität der verwendeten Optik einen Einfluss auf das Lichtsammelvermögen.